# Ellipteroides (Progonomyia) adelus
Ellipteroides (Progonomyia) adelus is een tweevleugelige uit de familie steltmuggen (Limoniidae). De soort komt voor in het Neotropisch gebied.